# Skania (traghetto)
Lo Skania è un traghetto di proprietà della compagnia di navigazione polacca Unity Line.

## Servizio
Varato il 30 luglio 1994 nel cantiere navale Schichau Seebeckswerft di Bremerhaven con il nome di Superfast I e consegnato il 6 aprile 1995 alla Superfast Ferries, è il primo traghetto a prestare servizio per la compagnia.
Il 15 aprile 1995 entra ufficialmente in servizio sui collegamenti tra Patrasso ed Ancona.
Il 16 marzo 1998 prende servizio sulla Bari-Igoumenitsa-Patrasso.
Il 16 gennaio 2004 viene venduto alla Grimaldi Lines e ribattezzato Eurostar Roma nel febbraio successivo.
Il 15 marzo 2003 entra in servizio nei collegamenti Civitavecchia e Barcellona.
Il 31 ottobre 2006 subisce una grave avaria ai motori, rimanendo fuori servizio fino al 3 novembre successivo.
Il 26 marzo 2008 viene venduto alla polacca Unity Line, continuando ad operare per Grimaldi Lines fino al maggio successivo.
Dal 28 aprile al 5 maggio 2008 opera nei collegamenti tra Civitavecchia, Salerno, Palermo e Tunisi.
Il 15 maggio 2008 viene consegnato alla nuova compagnia e ribattezzato Skania.
Il 1° settembre 2008 entra in servizio nella rotta tra Swinoujscie ed Ystad.

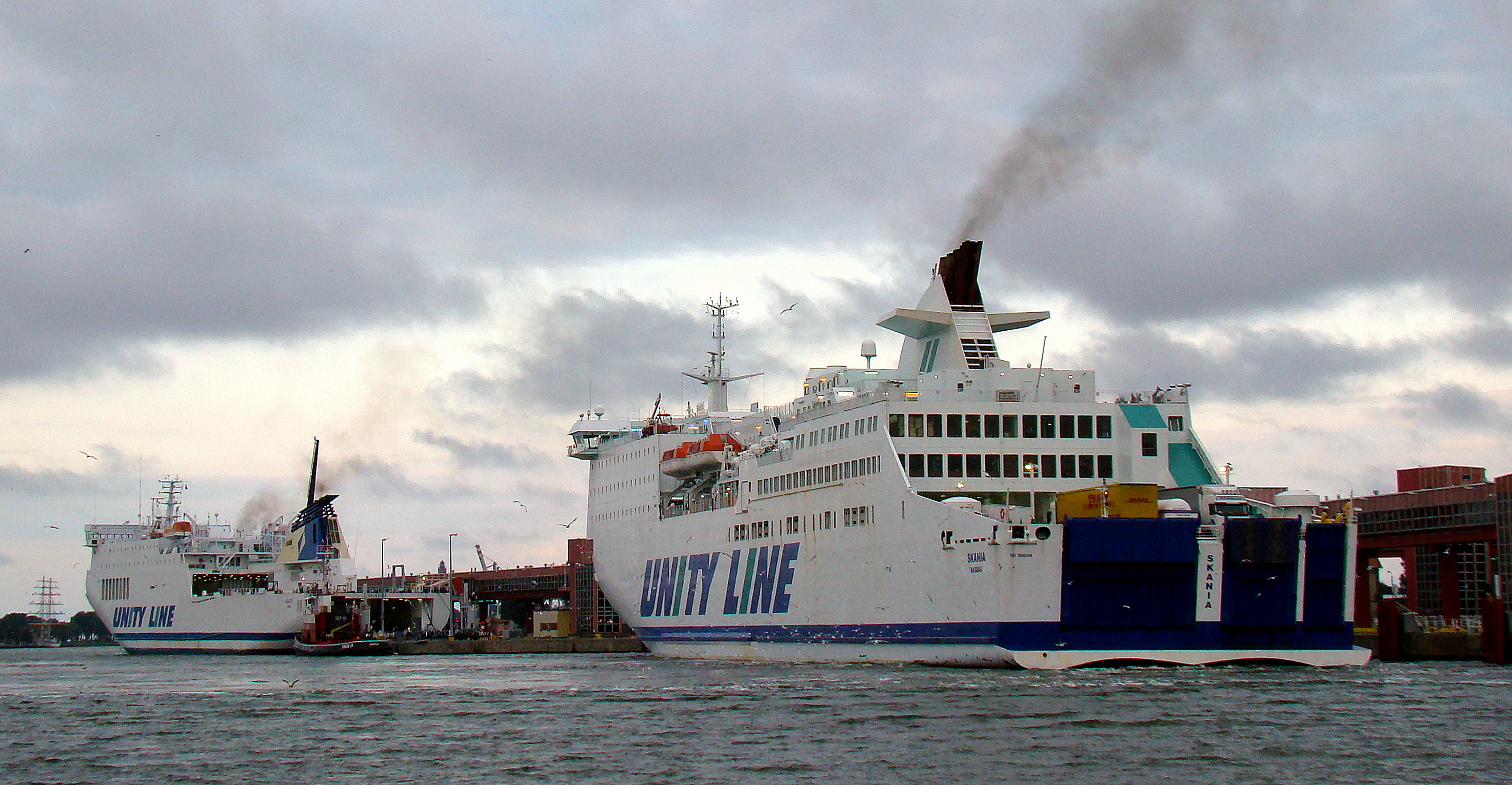
Lo Skania ed il Galileusz al terminal traghetti di Świnoujście.

Il 17 febbraio 2009, durante la navigazione verso Ystad, entra in collisione con il Gitte, non riportando gravi danni.
Da maggio a settembre 2010 viene noleggiato alla Bornholmstrafikken ed impiegato sulla Ystad-Rønne.

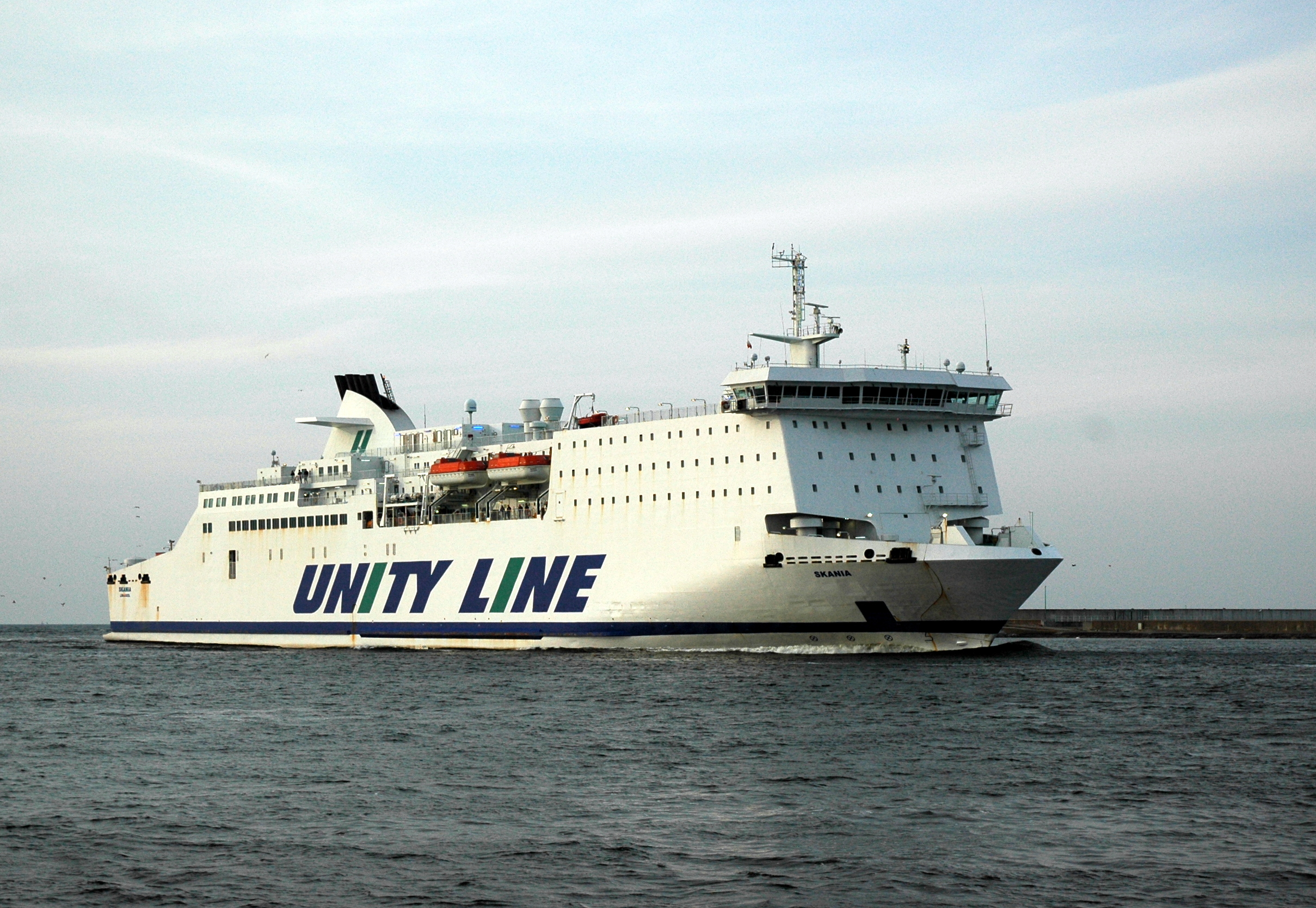
Lo Skania in arrivo a Swinoujscie nel 2023.

Il 23 giugno 2010 viene fermato dalle autorità danesi perché nessuno a bordo parlava danese. Il 26 giugno, dopo aver imbarcato 8 danesi, torna regolarmente in servizio.
Da maggio a settembre 2011 viene di nuovo noleggiato alla Bornholmstrafikken ed impiegato sulla Ystad-Rønne. Successivamente, torna regolarmente in servizio sulla Ystad-Swinoujscie, dove opera tutt'oggi.
Nel 2020 issa bandiera cipriota.

## Navi gemelle
- Mega Express Four (ex Superfast II)